# Грег Джексон
Грег Дже́ксон (англ. Greg Jackson; нар. 16 червня 1975, Вашингтон, США) — американський спортивний діяч, професійний тренер зі змішаних бойових мистецтв. Засновник та очільник  «Академії фітнесу та бойових мистецтв Джексона». Лауреат премії «World MMA Awards» у категоріях «Тренер року» (2009, 2010 роки) та «Клуб року» (2009 рік).

### Біографія
Грегорі Джексон народився 16 червня 1975 року у місті Вашингтон, столиці США. Його родина переїхала до Альбукерке, коли Грегові було 3 роки. Серед рідних Джексона було декілька спортсменів: його дід, батько, дядько та брат займались боротьбою і мали нагороди за виступи на любительському рівні. Сам Грег також вивчав традиційну боротьбу, але згодом почав розширювати свій технічний арсенал прийомами боротьби на підкорення, зокрема дзюдо та дзюдзюцу. Дійшовши високого технічного рівня Джексон почав викладати техніку ведення рукопашного бою. У 1992 році він заснував свою першу школу. У 1993 розпочав співпрацю із багаторазовим чемпіоном світу з кікбоксингу Майклом Вінкелджоном, у тандемі з яким Джексон сформував власний спортивний клуб, що у майбутньому став базою для підготовки багатьох чемпіонів світу.
Грег Джексон розробив власну систему рукопашного бою, якій він дав назву «ґайдодзюцу» — комплексне бойове мистецтво, поєднання ударної техніки з технікою боротьби та прийомами підкорення. Джексон розробив градацію поясів різного кольору, щоб відзначати ними рівень майстерності учнів (у стилі класичних бойових мистецтв Сходу). Серед відомих чорних поясів з ґайдодзюцу: Жорж Сен-П'єр, Рашад Еванс та Кіт Джардін.

#### Тренерська діяльність
Грег Джексон підготував чемпіонів світу зі змішаних бойових мистецтв: Жоржа Сен-П'єра (UFC), Джона Джонса (UFC), Рашада Еванса (UFC), Карлоса Кондита (WEC, UFC), Шейна Карвіна (UFC), Сару Кауфман (Strikeforce), Нейта Марквардта (Strikeforce); а також переможців «Абсолютного бійця»: Дієґо Санчеса, Джо Стівенсона, Дієґу Брандана, Джона Додсона.
Під його керівництвом тренувались екс-чемпіони: Андрій Арловський (UFC), Клей Ґвіда (Strikeforce), Браян Стенн (WEC), Френк Мір (UFC).

#### Особисте життя
Грег Джексон одружений, виховує двох дітей.